# Coloured
No contexto da África do Sul, e também de países como Namíbia, Zâmbia, Botsuana e Zimbábue, o termo coloured é utilizado para se referir a um grupo étnico de pessoas miscigenadas que vivem na África subsariana. São descendentes de africanos (coissãs, bantos), europeus e asiáticos. Estudos genéticos indicam que o grupo tem um dos níveis mais altos de ancestralidade miscigenada no mundo. Em 2016, somavam mais de 6 285 300 pessoas (5,1 milhões na África do Sul).
A maioria fala a língua africâner e inglês. Estimativas de 2019 colocam o número total de coloureds da África do Sul em 5.176.750 pessoas.
O termo coloured é mais utilizado na África Austral anglófona, sendo aplicado também o termo mestiço e o termo cleurlinge (derivado do africâner kleurlinge).

## Ancestralidade
Em 1652, europeus de origem holandesa chegaram à atual África do Sul. A maior parte desses colonos era do sexo masculino. Devido a essa ausência de mulheres europeias, nas primeiras décadas de assentamento, ocorreu um número significativo de uniões entre homens europeus e mulheres não europeias. Na Cidade do Cabo e arredores, a miscigenação predominantemente ocorreu entre homens europeus e escravas ou ex-escravas (trazidas de outras partes da África, Madagascar, sul da Ásia e sudeste da Ásia); nas áreas periféricas, ocorreu entre os colonos do Cabo e mulheres cóis. Em 1685, os casamentos entre europeus e não europeus foram proibidos (casamentos com indivíduos mestiços, com alguma ascendência europeia, ainda continuaram sendo permitidos).
Uma parte dessa população mestiça foi absorvida pela população branca (um estudo genético estima que os africânderes atuais têm uma média de 4,8% de ancestralidade não europeia; registros genealógicos estimavam anteriormente uma contribuição de DNA não europeu para os africânderes de 5,5 a 7,2%). Já outra parte dessa população mestiça formou um grupo étnico que passou a ser denominado coloured, ou seja, que não é nem branco, nem negro.

Distribuição proporcional de pessoas coloured na África do Sul

## Antes doapartheid
No início do século XX, a palavra coloured era uma categoria social, e não uma designação legal, e normalmente indicava um status intermediário entre aqueles que eram identificados como brancos e aqueles que eram identificados como negros. A classificação era amplamente arbitrária, com base no histórico familiar e nas práticas culturais, bem como nas características físicas. A maioria dos sul-africanos que se identificavam como coloured falavam africâner e inglês, eram cristãos, viviam de maneira europeia e eram mais próximos da população branca.
Até a Segunda Guerra Mundial, havia um considerável número de casamentos entre brancos e coloured de pele clara, e muitos desses indivíduos eram absorvidos pela comunidade branca. Na Cidade do Cabo e em Port Elizabeth, os coloured estavam nas classes média e trabalhadora e eram empregados como professores, balconistas, lojistas, artesãos e outros trabalhadores qualificados. Os que viviam fora das cidades tralhavam principalmente nas fazendas de propriedade branca.

## Durante oapartheid
As severas leis do apartheid, estabelecidas em 1948, sujeitaram imediatamente os indivíduos coloured a uma rígida separação de oportunidades ocupacionais, à abolição do direito de voto na província do Cabo e a leis que proibiam (até 1985) o casamento e as relações sexuais com outros grupos. Na década de 1950, uma série adicional de leis privou muitos indivíduos de cor, confiscou suas terras e os forçou a se mudar para áreas menos desejáveis.

## Após oapartheid
A designação coloured e todas as restrições baseadas nela foram abolidas na década de 1990, quando o sistema do apartheid foi desmantelado e o sistema de classificação legal foi abandonado.

## Genética
De acordo com um estudo genético publicado em 2020, a população coloured de Wellington (na região da colônia original do Cabo) apresentou as seguintes frações ancestrais: 30,1% cói, 24% europeu, 10,5% leste asiático, 19,7% sul asiático, 15,6% oeste/leste africano e 0,2% nativo americano. As populações coloured que hoje vivem mais longe da colônia original do Cabo apresentaram padrões de mistura diferentes, com menos contribuição asiática e mais cói do que a do Cabo: em Colesberg (48,6% cói, 20% europeu, 2,9% leste asiático, 6,7% sul da Ásia, 21,6% do oeste/leste da África, 0,2% de nativos americanos) e em Askham (76,9% cói, 11,1% europeu, 0,9% leste da Ásia, 3,9% sul da Ásia, 7,2% oeste/leste da África, 0% de nativos americanos).